# (30828) Bethe
(30828) Bethe es un asteroide del cinturón principal descubierto el 10 de octubre de 1990 por Freimut Börngen y Lutz D. Schmadel desde el observatorio Karl Schwarzschild de Tautenburg, Alemania.
Nombrado en honor de Hans Albrecht Bethe (1906-2005), premio Nobel de Física en 1967 por sus descubrimientos relativos a la producción de energía en las estrellas.-